# Colosse aux pieds d'argile
L'expression colosse aux pieds d'argile vient d'une histoire du livre de Daniel dans la Bible ; elle évoque une puissance qui paraît invulnérable édifiée sur une base fragile. 

## Récit biblique
Son origine vient de l'interprétation d'un rêve par le prophète Daniel (2,31 à 2,45) qui annonçait l'effondrement du royaume de Babylone à Nabuchodonosor II. Le roi fait un rêve qui le trouble et met au défi les sages de Babylone : ceux-ci doivent non seulement interpréter le rêve, mais d'abord le lui raconter sans qu'il leur ait rien révélé. Seul Daniel y parvient, grâce à une vision qui lui est apparue pendant la nuit. Voici comment il raconte le songe :

« Ô roi, tu regardais, et tu voyais une grande statue ; cette statue était immense, et d’une splendeur extraordinaire ; elle était debout devant toi, et son aspect était terrible.
La tête de cette statue était d’or pur ; sa poitrine et ses bras étaient d’argent ; son ventre et ses cuisses étaient d’airain ;
ses jambes, de fer ; ses pieds, en partie de fer et en partie d’argile.
Tu regardais, lorsqu’une pierre se détacha sans le secours d’aucune main, frappa les pieds de fer et d’argile de la statue, et les mit en pièces.
Alors le fer, l’argile, l’airain, l’argent et l’or, furent brisés ensemble, et devinrent comme la balle qui s’échappe d’une aire en été ; le vent les emporta, et nulle trace n’en fut retrouvée. Mais la pierre qui avait frappé la statue devint une grande montagne, et remplit toute la terre. »

Et voici comment il l'interprète :

« Ô roi, tu es le roi des rois, car le Dieu des cieux t’a donné l’empire, la puissance, la force et la gloire ;
il a remis entre tes mains, en quelque lieu qu’ils habitent, les enfants des hommes, les bêtes des champs et les oiseaux du ciel, et il t’a fait dominer sur eux tous : c’est toi qui es la tête d’or.
Après toi, il s’élèvera un autre royaume, moindre que le tien ; puis un troisième royaume, qui sera d’airain, et qui dominera sur toute la terre.
Il y aura un quatrième royaume, fort comme du fer ; de même que le fer brise et rompt tout, il brisera et rompra tout, comme le fer qui met tout en pièces.
Et comme tu as vu les pieds et les orteils en partie d’argile de potier et en partie de fer, ce royaume sera divisé ; mais il y aura en lui quelque chose de la force du fer, parce que tu as vu le fer mêlé avec l’argile.
Et comme les doigts des pieds étaient en partie de fer et en partie d’argile, ce royaume sera en partie fort et en partie fragile.
Tu as vu le fer mêlé avec l’argile, parce qu’ils se mêleront par des alliances humaines ; mais ils ne seront point unis l’un à l’autre, de même que le fer ne s’allie point avec l’argile.
Dans le temps de ces rois, le Dieu des cieux suscitera un royaume qui ne sera jamais détruit, et qui ne passera point sous la domination d’un autre peuple ; il brisera et anéantira tous ces royaumes-là, et lui-même subsistera éternellement.
C’est ce qu’indique la pierre que tu as vue se détacher de la montagne sans le secours d’aucune main, et qui a brisé le fer, l’airain, l’argile, l’argent et l’or. Le grand Dieu a fait connaître au roi ce qui doit arriver après cela. Le songe est véritable, et son explication est certaine. »

On peut donc remarquer que le colosse ne représente pas l'empire tel qu'il est, mais qu'il représente les différents royaumes qui vont lui succéder.

## Expression
Ce terme est aujourd'hui employé dans de nombreux cas pour caractériser la faiblesse d'une chose. Par exemple, plusieurs livres s'intitulent Le colosse aux pieds d'argile :
- Jean de La Poulaine, Le Colosse aux pieds d'argile : Étude sur l'Angleterre, Plon, 1899
- Charles Devillers, Le Colosse aux pieds d'argile, 2012
- Sébastien Boueilh, Le Colosse aux pieds d'argile, éditions Michel Lafon, 2020  (ISBN 9782749943237) : le livre raconte les abus sexuels dont a été victime l'auteur, ancien rugbyman, dans sa jeunesse ; ce dernier a créé une association du même nom[3] qui travaille en particulier dans les milieux sportifs.